# Saint-Arnac
Saint-Arnac is een gemeente in het Franse departement Pyrénées-Orientales (regio Occitanie) en telt 82 inwoners (1999). De plaats maakt deel uit van het arrondissement Perpignan.

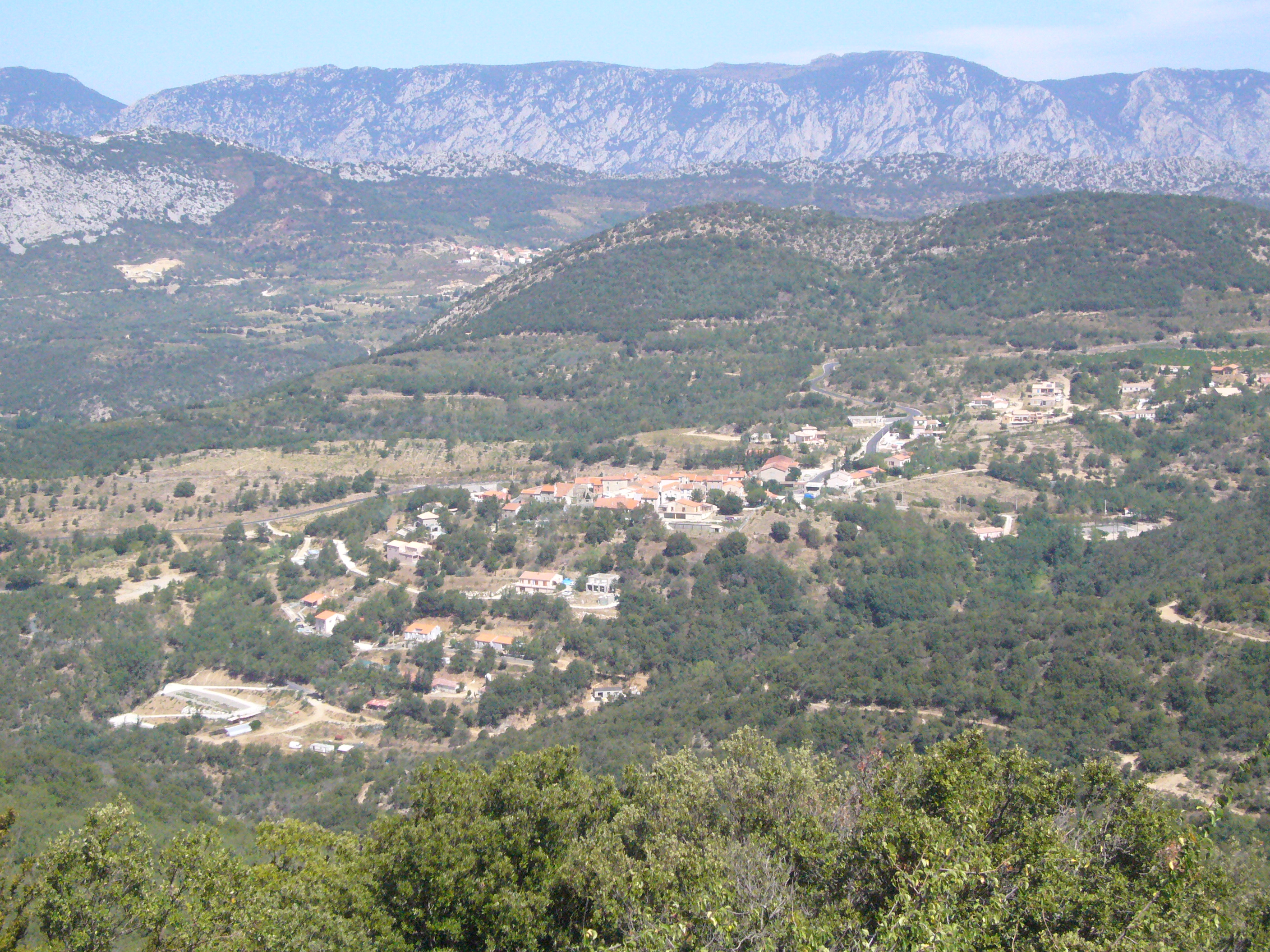
Saint-Arnac
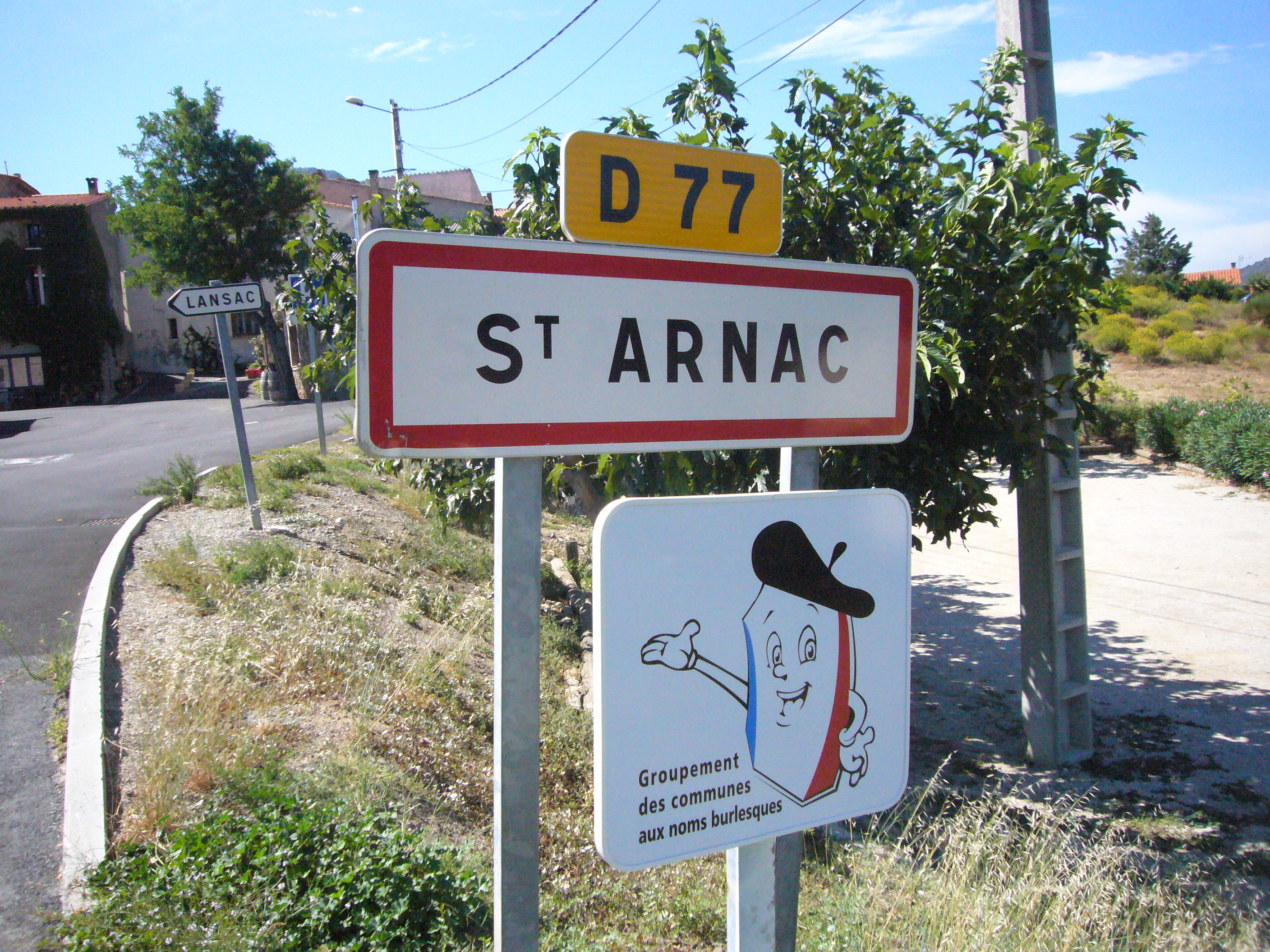

## Geografie
De oppervlakte van Saint-Arnac bedraagt 6,5 km², de bevolkingsdichtheid is 12,6 inwoners per km².

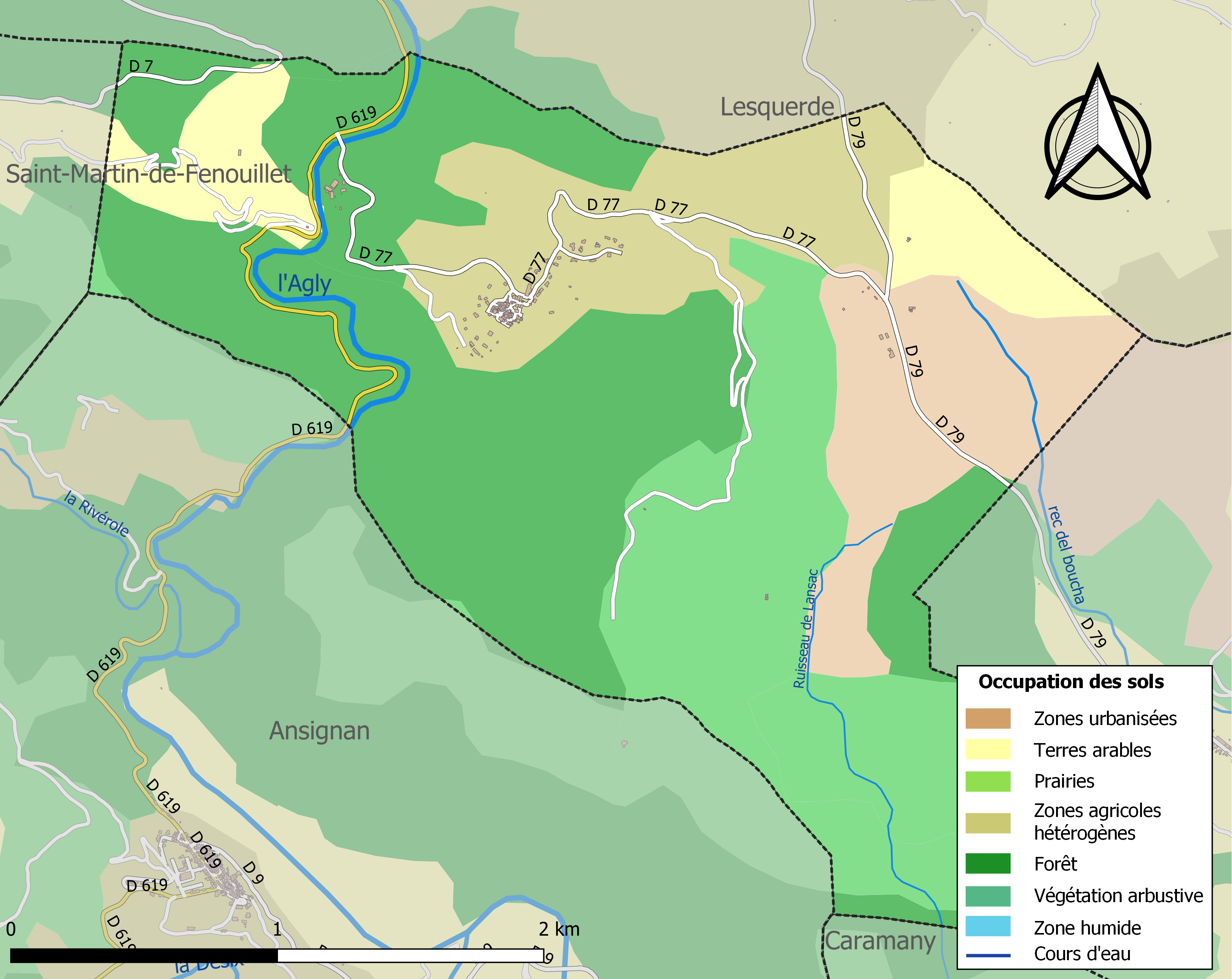
Kaart van de gemeente met de belangrijkste infrastructuur, bodemgebruik en omliggende gemeenten

## Demografie
Onderstaande figuur toont het verloop van het inwonertal (bron: INSEE-tellingen).